# Eriopyga pansapha
Eriopyga pansapha är en fjärilsart som beskrevs av Dyar 1918. Eriopyga pansapha ingår i släktet Eriopyga och familjen nattflyn. Inga underarter finns listade i Catalogue of Life.